# تعصب (فیلم ۱۳۵۴)
تعصب فیلمی به کارگردانی تقی مختار و نویسندگی سیروس الوند محصول سال ۱۳۵۴ است.

## خلاصه داستان
علی (محمدعلی فردین) زنی به نام طلا (شورانگیز طباطبائی) را به امامزاده می‌برد تا توبه کند و بعد طلا را به خانهٔ مادرش می‌برد تا او را به عقد خود درآورد. قاسم و عده ای از اهالی از علی می‌خواهند که طلا را از محله بیرون کند. علی با قاسم درگیر می‌شود. او، پس از ازدواج با طلا، با شکایت قاسم، به زندان می‌افتد. علی به طلا پیغام می‌دهد که دوستش اکبر (ذکریا هاشمی) مراقب او خواهد بود؛ اما یکی از هم‌بندهای علی به نام رسول (یدالله شیراندامی) خود را اکبر معرفی می‌کند و طلا را به زادگاهش بازمی‌گرداند. علی پس از آزادی همراه اکبر به دنبال طلا می‌رود. رسول آنها را می‌یابد و ماجرا را به علی می‌گوید. اکبر با دیدن طلا او را می‌شناسد. طلا که در گذشته اقدس نام داشته به اکبر خیانت کرده بوده است. وقتی اکبر قصد دارد طلا (اقدس) را از پا درآورد رسول مداخله می‌کند و زخم برمی‌دارد. علی و اکبر درگیر می‌شوند و اکبر، موقع فرار، با اتومبیلی تصادف می‌کند. سرانجام طلا و علی به زادگاهشان بازمی‌گردند.

## بازیگران
- محمدعلی فردین
- شورانگیز طباطبایی
- یداله شیراندامی
- حمیده خیرآبادی
- نعمت اله گرجی
- زکریا هاشمی
- افروز